# Lista de vereadores de Campos dos Goytacazes
Esta é a lista de vereadores de Campos dos Goytacazes, município brasileiro do estado do Rio de Janeiro.
A Câmara Municipal de Campos dos Goytacazes, é formada por vinte e cinco representantes.

## Legislatura de 2021–2024
Estes são os vereadores eleitos nas eleições de 15 de novembro de 2020, pelo período de 1° de janeiro de 2021 a 31 de dezembro de 2024:
| Mesa Diretora (2021-2022)               |                       |                        |                              |
| Nome                                    | Início do mandato     | Fim do mandato         | Cargo                        |
| Fábio Augusto Viana Ribeiro (PSD)       | 1º de janeiro de 2021 | 31 de dezembro de 2022 | Presidente da Câmara         |
| Neilton Virgílio de Souza Júnior (PROS) | 1º de janeiro de 2021 | 31 de dezembro de 2022 | 1º Vice-presidente da Câmara |
| Maicon Silva da Cruz (PSC)              | 1º de janeiro de 2021 | 31 de dezembro de 2022 | 2º Vice-presidente da Câmara |
| Woluston Gomes Celestino (PDT)          | 1º de janeiro de 2021 | 31 de dezembro de 2022 | 1º Secretário                |
| Anderson Rangel Borges (PSD)            | 1º de janeiro de 2021 | 31 de dezembro de 2022 | 2º Secretário                |

|    | Nome                                                                                        | Partido                                    | Votos | %    | Observações |
| -- | ------------------------------------------------------------------------------------------- | ------------------------------------------ | ----- | ---- | ----------- |
| 1  | Dr. Abdu Neme Jorge Makhluf Neto (Campos dos Goytacazes, 21.12.1956–)                       | AVANTE                                     | 5.574 | 2,21 | 2º mandato  |
| 2  | Anderson de Matos Ribeiro (Rio de Janeiro, 02.07.1975–)                                     | REPUBLICANOS                               | 4.905 | 1,95 | 1º mandato  |
| 3  | Marcos da Silva Bacellar, Marquinho Bacellar (Campos dos Goytacazes, 03.06.1984–)           | Solidariedade (SD)                         | 4.836 | 1,92 | 1º mandato  |
| 4  | Igor Gomes de Azevedo, Igor Pereira (Campos dos Goytacazes, 07.10.1981–)                    | Solidariedade (SD)                         | 3.271 | 1,30 | 2º mandato  |
| 5  | Maicon Silva da Cruz (Campos dos Goytacazes, 19.05.1990–)                                   | Partido Social Cristão (PSC)               | 3.122 | 1,24 | 1º mandato  |
| 6  | Rogério Fernandes Ribeiro Gomes, Rogério Matoso (Campos dos Goytacazes, 01.03.1980–)        | Democratas (DEM)                           | 3.086 | 1,22 | 1º mandato  |
| 7  | Bruno Cordeiro Vianna (Campos dos Goytacazes, 13.07.1996–)                                  | Partido Social Liberal (PSL)               | 3.085 | 1,24 | 1º mandato  |
| 8  | Thiago Rangel Lima (Campos dos Goytacazes, 02.07.1996–)                                     | Partido Republicano da Ordem Social (PROS) | 2.755 | 1,09 | 1º mandato  |
| 9  | Fábio Augusto Viana Ribeiro (2021-2022) (Campos dos Goytacazes, 04.02.1968–)                | Partido Social Democrático (PSD)           | 2.537 | 1,01 | 1º mandato  |
| 10 | Alonsimar de Oliveira Pessanha, Cabo Alonsimar (Campos dos Goytacazes, 07.06.1975–)         | Podemos (PODE)                             | 2.459 | 0,98 | 1º mandato  |
| 11 | Frederico de Mattos Rangel (Campos dos Goytacazes, 01.11.1979–)                             | Partido Social Democrático (PSD)           | 2.345 | 0,93 | 1º mandato  |
| 12 | Marcione da Costa Faquer, Marcione da Farmácia (Campos dos Goytacazes, 20.09.1968–)         | Democratas (DEM)                           | 2.278 | 0,90 | 1º mandato  |
| 13 | Silvio Roberto de Oliveira Martins, Silvinho Martins (Campos dos Goytacazes, 11.03.1963–)   | Movimento Democrático Brasileiro (MDB)     | 2.194 | 0,87 | 2º mandato  |
| 14 | Marcos Elias Escafura da Silva, Pastor Marcos Elias (Campos dos Goytacazes, 19.08.1977–)    | Partido Social Cristão (PSC)               | 2.190 | 0,87 | 1º mandato  |
| 15 | Hélio Montezano de Oliveira Neto, Helinho Nahim (Campos dos Goytacazes, 17.10.1984–)        | Partido Trabalhista Cristão (PTC)          | 2.171 | 0,86 | 1º mandato  |
| 16 | Bruno Fernando Santos de Azevedo, Bruno Pezão (Campos dos Goytacazes, 01.02.1983–)          | Partido Liberal (PL)                       | 2.171 | 0,86 | 1º mandato  |
| 17 | Nildo Nunes Cardoso (Campos dos Goytacazes, 01.10.1958–)                                    | Partido Social Liberal (PSL)               | 1.934 | 0,77 | 1º mandato  |
| 18 | Carlos Frederico Machado dos Santos (Campos dos Goytacazes, 04.12.1962–)                    | CIDADANIA                                  | 1.927 | 0,76 | 2º mandato  |
| 19 | Marcos Alcides Souza da Silva, Marquinho do Transporte (Campos dos Goytacazes, 10.11.1969–) | Partido Democrático Trabalhista (PDT)      | 1.866 | 0,74 | 1º mandato  |
| 20 | Raphael Elbas Neri de Thuin (Campos dos Goytacazes, 20.11.1975–)                            | Partido Trabalhista Brasileiro (PTB)       | 1.738 | 0,69 | 1º mandato  |
| 21 | Anderson Rangel Borges, Dandinho de Alciones Rio Preto (Campos dos Goytacazes, 11.04.1991–) | Partido Social Democrático (PSD)           | 1.724 | 0,68 | 1º mandato  |
| 22 | Kassiano José Tavares de Souza (Campos dos Goytacazes, 13.04.1979–)                         | Partido Social Democrático (PSD)           | 1.546 | 0,61 | 1º mandato  |
| 23 | Luciano Tavares do Espírito Santo, Luciano Rio Lu (Campos dos Goytacazes, 16.02.1958–)      | Partido Democrático Trabalhista (PDT)      | 1.382 | 0,55 | 1º mandato  |
| 24 | Neilton Virgílio de Souza Júnior, Juninho Virgílio (Campos dos Goytacazes, 09.09.1981–)     | Partido Republicano da Ordem Social (PROS) | 1.329 | 0,53 | 1º mandato  |
| 25 | Woluston Gomes Celestino, Leon Gomes (Campos dos Goytacazes, 26.06.1981–)                   | Partido Democrático Trabalhista (PDT)      | 1.063 | 0,42 | 1º mandato  |

## Legislatura de 2017–2020
Estes são os vereadores eleitos nas eleições de 2 de outubro de 2016, pelo período de 1° de janeiro de 2017 a 31 de dezembro de 2020:
|    | Nome                                                                                        | Partido                                         | Votos | %    | Observações |
| -- | ------------------------------------------------------------------------------------------- | ----------------------------------------------- | ----- | ---- | ----------- |
| 1  | Marcus Welber Gomes da Silva, Marcão (2017-2018) (Campos dos Goytacazes, 10.09.1974–)       | Rede Sustentabilidade (REDE)                    | 5.552 | 2,07 | 1º mandato  |
| 2  | Vanderly Miguel Martins de Mello, Pastor Vanderly Mello (Cantagalo, 29.09.1953–)            | Partido Republicano Brasileiro (PRB)            | 5.257 | 1,96 | 1º mandato  |
| 3  | Jorge Ribeiro Rangel (Campos dos Goytacazes, 14.11.1951–)                                   | Partido Trabalhista Brasileiro (PTB)            | 4.855 | 1,81 | 1º mandato  |
| 4  | Thiago Cerqueira Ferrugem Nascimento Alves (Campos dos Goytacazes, 27.04.1986–)             | Partido da República (PR)                       | 3.959 | 1,48 | 1º mandato  |
| 5  | Dr. Abdu Neme Jorge Makhluf Neto, Amigo do Coração (Rio de Janeiro, 21.12.1958–)            | Partido da República (PR)                       | 3.923 | 1,47 | 1º mandato  |
| 6  | Igor Gomes de Azevedo, Pereira (Campos dos Goytacazes, 07.10.1981–)                         | Partido Socialista Brasileiro (PSB)             | 3.922 | 1,47 | 1º mandato  |
| 7  | Enock Amaral Oliveira (Campos dos Goytacazes, 02.05.1975–)                                  | Partido Humanista da Solidariedade (PHS)        | 3.475 | 1,30 | 1º mandato  |
| 8  | Kellenson Ayres Kellinho Figueiredo de Souza, Kellinho (Campos dos Goytacazes, 28.10.1968–) | Partido da República (PR)                       | 3.374 | 1,26 | 1º mandato  |
| 9  | Jorge Santana de Azeredo, Magal (Campos dos Goytacazes, 26.12.1959–)                        | Partido Social Democrático (PSD)                | 3.363 | 1,26 | 1º mandato  |
| 10 | Thiago Virgílio Teixeira de Souza (Campos dos Goytacazes, 05.06.1980–)                      | Partido Trabalhista Cristão (PTC)               | 3.360 | 1,26 | 1º mandato  |
| 11 | Francisco Carlos Azevedo de Souza, Abu (Campos dos Goytacazes, 21.03.1955–)                 | Partido Popular Socialista (PPS)                | 3.355 | 1,25 | 1º mandato  |
| 12 | Ozeias Azeredo Martins (Campos dos Goytacazes, 12.06.1969–)                                 | Partido da Social Democracia Brasileira (PSDB)  | 3.159 | 1,18 | 1º mandato  |
| 13 | José Carlos Gonçalves Monteiro (Campos dos Goytacazes, 03.04.1961–)                         | Partido Social Democrata Cristão (PSDC)         | 2.966 | 1,11 | 1º mandato  |
| 14 | Álvaro César Gomes Faria (Campos dos Goytacazes, 25.03.1960–)                               | Partido Renovador Trabalhista Brasileiro (PRTB) | 2.798 | 1,05 | 1º mandato  |
| 15 | Amaro Roberto Pinto (Campos dos Goytacazes, 25.11.1961–)                                    | Partido Trabalhista Cristão (PTC)               | 2.548 | 0,95 | 1º mandato  |
| 16 | Maria Cecília Lysandro de Albernaz Gomes (Campos dos Goytacazes, 22.11.1956–)               | Partido Trabalhista do Brasil (PTdoB)           | 2.432 | 0,91 | 1º mandato  |
| 17 | Marcelo Barbosa Coutinho, Perfil (Campos dos Goytacazes, 19.05.1969–)                       | Partido Humanista da Solidariedade (PHS)        | 2.340 | 0,87 | 1º mandato  |
| 18 | Vinícius Chagas Madureira (Campos dos Goytacazes, 18.01.1985–)                              | Partido Republicano Progressista (PRP)          | 2.333 | 0,87 | 1º mandato  |
| 19 | Cláudio Nogueira Andrade Filho (Campos dos Goytacazes, 06.09.1972–)                         | Partido Social Democrata Cristão (PSDC)         | 2.217 | 0,83 | 1º mandato  |
| 20 | Silvio Roberto de Oliveira Martins, Silvinho Martins (Campos dos Goytacazes, 11.03.1963–)   | Partido Republicano Progressista (PRP)          | 2.167 | 0,81 | 1º mandato  |
| 21 | Linda Mara da Silva (Campos dos Goytacazes, 08.09.1962–)                                    | Partido Trabalhista Cristão (PTC)               | 2.151 | 0,80 | 1º mandato  |
| 22 | Miguel Ribeiro Machado, Miguelito (Campos dos Goytacazes, 08.09.1964–)                      | Partido Social Liberal (PSL)                    | 2.060 | 0,77 | 1º mandato  |
| 23 | Carlos Frederico Machado dos Santos (2019-2020) (Campos dos Goytacazes, 04.12.1962–)        | Partido Popular Socialista (PPS)                | 1.953 | 0,73 | 1º mandato  |
| 24 | Jorge William Manhães Virgílio, Jorginho Virgílio (Campos dos Goytacazes, 28.09.1976–)      | Partido Republicano Progressista (PRP)          | 1.895 | 0,71 | 1º mandato  |
| 25 | Paulo César Genásio de Souza (Campos dos Goytacazes, 06.09.1966–)                           | Partido Social Cristão (PSC)                    | 1.157 | 0,57 | 1º mandato  |

## Legenda
| Cor  | Significado          |
| Bege | Presidente da Câmara |
| Azul | Suplente             |